# Генрієтта д'Анжевіль
Генрієтта д'Анжевіль (фр. Henriette d'Angeville; нар. 10 березня 1794, Семюр-ан-Брійонне — пом. 13 січня 1871, Лозанна) — друга жінка, яка піднялася на Монблан.

## Біографія
Генрієтта д'Анжевіль походила з французької аристократичної родини. Після Французької революції її батька було ув'язнено, а дідуся страчено, тому родина переїхала в Буже в регіоні Рона-Альпи. Після смерті батька, у 1827 році, вона оселилася у Женеві. Жінка захоплювалась пішими походами, і довший час мріяла піднятись на Монбалн. Це стало можливим у 1838 році. Саме тоді Генрієтта д'Анжевіль піднялась на найвищу гору Європи, і продовжила марафон жінок-альпіністок, розпочатий Марією Парадіс у 1808 році.
Д'Анжевіль продовжувала підніматись у гори впродовж двадцяти п'яти років. Вона покорила ще двадцять одну вершину, зокрема ще раз сходила на Монблан. Її останнє альпійське сходження було у віці 65 років на гору Олденхорн. Свої останні роки вона також зацікавилася спелеологією та заснувала музей мінералогії в Лозанні. Там вона і померла.

## Експедиція Монблан
У 1838 році разом з Джозеф-Марі Куттет, а також в товаристві п'яти інших гідів, і шести носіїв, д'Анжевіль рушила покоряти Монблан. Їй пропонували долучитись до двох чоловічих-груп, однак вона відмовилась. Її прибуття до Шамоні стало сенсацією і викликало чималий переполох; з натовпу лунали вигуки підбадьорення, які супроводжували її дорогою до підйому. На висоті 10 тисяч футів у гірському притулку Гранд Мюлет вона отримала телеграму від польського дворянина (який надіслав свою візитку до її намету), і до них долучилась також група англійців.
Експедиція Генрієтти д'Анжевіль рушила покоряти вершину 4 вересня 1838 року о 2 годині ночі. Дорогою жінка проявила свою витривалість та силу; вона піднялась на скелі так само, як і чоловіки хоч і страждала від підвищенного серцебиття та сонливості. Група піднялась на вершину о 13:15. Досягнення цілі відсвяткували канапками з шампанським. З вершини в небо випустили голубів як знак успішного сходження. А саму Генрієтту чоловіки підняли на плечі і вони всі разом радісно вигукували від щастя. Після повернення до Шамоні їх привітав салют з гармати. Наступного дня в урочистостях, на прохання д'Анжевіль, взяла участь також особлива гостя, на той момент шістдесятирічна Марія Парадіс. В цей період в Шамоні перебував, хоч і покинув містечко напередодні успішного підйому д'Анжевіль, молодий, бідний і багатообіцяючий автор та альпініст Альберт Річард Сміт. Він намагався приєднатися до експедиції, однак так і не піднявся на гору до 1851 року. Після цього Сміт перетворив свій досвід на театральне шоу. Про експедицію д'Анжевіль (а також про «польського джентльмена») він згадує у своєму творі «Підйомі на Монблан».

## Визнання
Оскільки Парадіс, на основі її ж власних розповідей, частково несли провідники, д'Анжевіль часто вважається першою жінкою, яка досягла вершини Монблан власними силами. У Отвіль-Лоні, недалеко від замку Анжевіль, який придбала сім'я Анжевіль у 1657 році і де проживав брат Генрієтти, названо вулицю на честь Генрієтти д'Анжевіль. Про неї згадує Гаррієт Бічер Стоу у своїх мандрівних мемуарах «Sunny Memories of Foreign Lands». Стоу багато подорожувала Альпами, де познайомилась і з Марією Парадіс (яку вона називала «Марі де Монблан») і з Генрієттою д'Анжевіль в Женеві.